# Tetraloniella inulae
Tetraloniella inulae är en biart som först beskrevs av Borek Tkalcu 1979.  Tetraloniella inulae ingår i släktet Tetraloniella och familjen långtungebin. Inga underarter finns listade i Catalogue of Life.